# 新宮市
新宮市（日语：／ Shingū shi */?）是位于日本和歌山縣東南部的城市。轄區位於熊野川以南，並以熊野川與三重縣為界。主要市區位於熊野川河口南岸，在熊野川上游的熊野川町玉置口地區和熊野川町嶋津地區為新宮市的飛地。該區域被三重縣與奈良縣所圍繞，未直接與和歌山縣任何地方相接。

## 人口
| 新宮市人口分布圖 |                                               |  |
| 新宮市與日本全國年齡別人口分布比較圖 （2005年資料） | 新宮市的年齡、男女別人口分布圖 （2005年資料） |  |
| ■紫色是新宮市 ■綠色是全国 | ■藍色是男性 ■紅色是女性                       |  |
| 新宮市人口變化 \| 1970年 \| 42,073人 \| \| \| 1975年 \| 41,748人 \| \| \| 1980年 \| 42,428人 \| \| \| 1985年 \| 40,465人 \| \| \| 1990年 \| 38,140人 \| \| \| 1995年 \| 36,278人 \| \| \| 2000年 \| 35,176人 \| \| \| 2005年 \| 33,790人 \| \| \| 2010年 \| 31,498人 \| \| \| 2015年 \| 29,331人 \| \| \| 2020年 \| 27,171人 \| \| |                                               |  |
| 資料來源：日本總務省統計中心提供之人口普查數據 |                                               |  |
| 1970年 | 42,073人                                      |  |
| 1975年 | 41,748人                                      |  |
| 1980年 | 42,428人                                      |  |
| 1985年 | 40,465人                                      |  |
| 1990年 | 38,140人                                      |  |
| 1995年 | 36,278人                                      |  |
| 2000年 | 35,176人                                      |  |
| 2005年 | 33,790人                                      |  |
| 2010年 | 31,498人                                      |  |
| 2015年 | 29,331人                                      |  |
| 2020年 | 27,171人                                      |  |

## 歷史
在日本書紀中曾紀載此地為「熊野神邑」，建有熊野速玉大社，並以門前町形式開始發展；在實施令制國之前也屬於熊野國，令制國時代後才併入紀伊國，並劃入牟婁郡。
戰國時代曾被堀內氏所控制，並建有堀內新宮城；1600年關原之戰後成為淺野幸長親族淺野忠吉的領地，同時也開始興建新宮城，此地成為城下町；1619年淺野氏一族改封至廣島藩，此地改封給紀州藩紀州德川家御附家老水野氏，在江戶時代也曾是捕鯨的港口。
19世紀末明治維新實施廢藩置縣屬於新宮縣，1871年第一次府縣整併後才劃入和歌山縣。1889年日本實施町村制，原本新宮城下町的區域設立為新宮町，同時現在的新宮市轄區在當時還分屬九重村、玉置口村、三輪崎村、三津之村、小口村、敷屋村、高田村七個不同的行政區劃；其中玉置口村在當時即為和歌山縣的飛地，為三重縣和奈良縣所圍繞，未與和歌山縣內其他行政區劃相接。
19世紀末，開始利用熊野川將上游山林砍伐的木材送至位於河口的新宮，新宮也因為發展製材行業、製紙業。
1933年新宮町與南側同樣靠海的三輪崎町合併為新宮市，1956年再將西側的高田村併入；同樣在1956年，位於西北側包括和歌山縣的飛地玉置口村在內的五個行政區劃合併為熊野川町。
2005年原本的新宮市與熊野川町再次整併為現在的新宮市。

### 變遷表
| 1889年4月1日               | 1889年 - 1912年              | 1912年 - 1944年            | 1945年 - 1954年            | 1955年 - 1989年              | 1989年 - 現在              | 現在                       |
| -------------------------- | ---------------------------- | -------------------------- | -------------------------- | ---------------------------- | -------------------------- | -------------------------- |
| 三輪崎村                   | 1907年6月15日 改制為三輪崎町 | 1933年10月1日 合併為新宮市 | 1933年10月1日 合併為新宮市 | 1933年10月1日 合併為新宮市   | 2005年10月1日 合併為新宮市 | 2005年10月1日 合併為新宮市 |
| 新宮町                     |                              | 1933年10月1日 合併為新宮市 | 1933年10月1日 合併為新宮市 | 1933年10月1日 合併為新宮市   | 2005年10月1日 合併為新宮市 | 2005年10月1日 合併為新宮市 |
| 高田村                     | 高田村                       | 高田村                     | 高田村                     | 1956年9月30日 併入新宮市     | 2005年10月1日 合併為新宮市 | 2005年10月1日 合併為新宮市 |
| 九重村                     | 九重村                       | 九重村                     | 九重村                     | 1956年9月30日 合併為熊野川町 | 2005年10月1日 合併為新宮市 | 2005年10月1日 合併為新宮市 |
| 玉置口村                   |                              |                            |                            | 1956年9月30日 合併為熊野川町 | 2005年10月1日 合併為新宮市 | 2005年10月1日 合併為新宮市 |
| 三津之村                   |                              |                            |                            | 1956年9月30日 合併為熊野川町 | 2005年10月1日 合併為新宮市 | 2005年10月1日 合併為新宮市 |
| 小口村                     |                              |                            |                            | 1956年9月30日 合併為熊野川町 | 2005年10月1日 合併為新宮市 | 2005年10月1日 合併為新宮市 |
| 敷屋村                     |                              |                            |                            |                              | 2005年10月1日 合併為新宮市 | 2005年10月1日 合併為新宮市 |
| 1956年9月30日 合併為本宮町 | 2005年5月1日 合併為田邊市    | 2005年5月1日 合併為田邊市  |                            |                              |                            |                            |

## 行政

### 歷任市長
| 屆                       | 姓名                     | 上任日期                 | 卸任日期                 | 備註                                   |
| 第一代新宮市（官派市長） | 第一代新宮市（官派市長） | 第一代新宮市（官派市長） | 第一代新宮市（官派市長） | 第一代新宮市（官派市長）               |
| ------------------------ | ------------------------ | ------------------------ | ------------------------ | -------------------------------------- |
| 1                        | 角源泉                   | 1933年11月               | 1935年12月18日           |                                        |
| 2                        | 島幸之助                 | 1935年12月               | 1938年3月                |                                        |
| 3                        | 木村藤吉                 | 1938年3月                | 1946年6月                |                                        |
| 4                        | 杉本喜代松               | 1946年8月30日            | 1947年4月                |                                        |
| 第一代新宮市（民選市長） |                          |                          |                          |                                        |
| 5                        | 杉本喜代松               | 1947年4月                | 1951年4月                |                                        |
| 6                        | 杉本喜代松               | 1951年4月                | 1955年4月                |                                        |
| 7                        | 木村藤吉                 | 1955年4月                | 1959年4月                |                                        |
| 8                        | 木村藤吉                 | 1959年4月                | 1963年4月                |                                        |
| 9                        | 谷泰雄                   | 1963年5月1日             | 1967年4月30日            |                                        |
| 10                       | 谷泰雄                   | 1967年5月1日             | 1971年4月30日            |                                        |
| 11                       | 谷泰雄                   | 1971年5月1日             | 1975年4月30日            |                                        |
| 12                       | 田阪匡玄                 | 1975年5月1日             | 1979年4月30日            |                                        |
| 13                       | 田阪匡玄                 | 1979年5月1日             | 1983年4月30日            |                                        |
| 14                       | 田阪匡玄                 | 1983年5月1日             | 1987年4月30日            |                                        |
| 15                       | 田阪匡玄                 | 1987年5月1日             | 1991年4月30日            |                                        |
| 16                       | 岸順三                   | 1991年5月1日             | 1994年4月30日            |                                        |
| 17                       | 岸順三                   | 1994年5月1日             | 1999年4月30日            |                                        |
| 18                       | 佐藤春陽                 | 1999年5月1日             | 2003年4月30日            |                                        |
| 19                       | 上野哲弘                 | 2003年5月1日             | 2005年9月30日            | 任內新宮市與熊野川町合併為第二代新宮市 |
| 第二代新宮市             |                          |                          |                          |                                        |
| 1                        | 佐藤春陽                 | 2005年10月30日           | 2009年10月29日           | 前新宮市市長                           |
| 2                        | 田岡實千年               | 2009年10月30日           | 2013年10月29日           |                                        |
| 3                        | 田岡實千年               | 2013年10月30日           | 2017年10月29日           |                                        |
| 4                        | 田岡實千年               | 2017年10月30日           | 現任                     |                                        |

## 交通

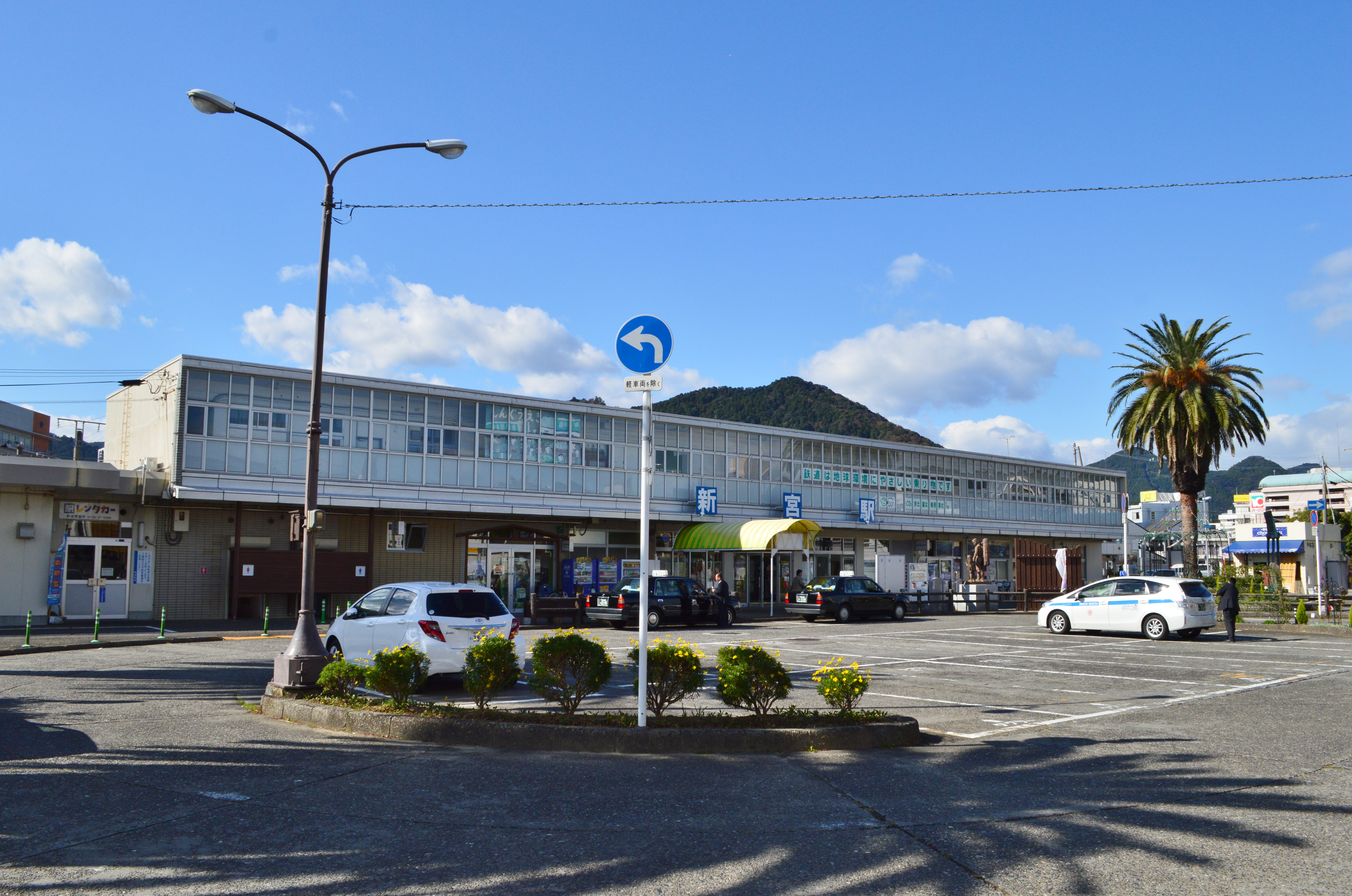
新宮車站

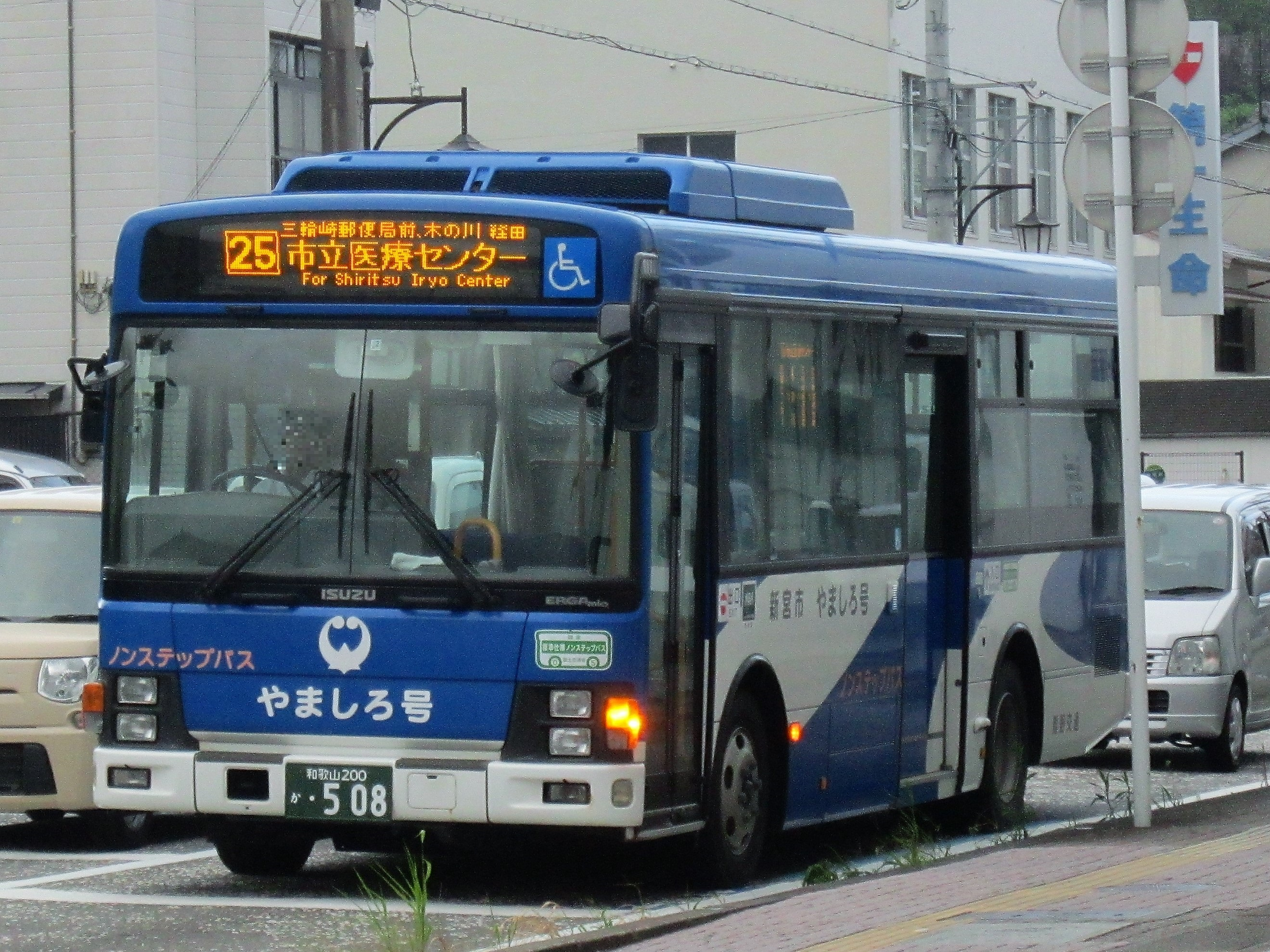
熊野交通的客運「新宮山城號」

新宮市主要的聯外交通通道為公路國道42號和鐵路紀勢本線，其中國道42號在往南至那智勝浦町之間路段有汽車專用的快速道路那智勝浦新宮道路，鐵路在市區中設有新宮車站，新宮車站是和歌山縣內最東端的鐵路車站，其鐵路繼續往北不到一公里的距離即進入三重縣，也因此新宮車站成為西日本旅客鐵道和東海旅客鐵道兩間鐵路公司的邊界車站，往南屬於西日本旅客鐵道，往北屬於東海旅客鐵道。
1922年曾規劃自五條市五條車站往南修築鐵路五新線經十津川村後一直延伸至新宮車站，鐵路工程也於1939年從五條車站方向的路段開始進行，但中途因遭遇二次世界大戰曾一度暫停工程，在戰後直到1957年才繼續施工，並完成五條市區附近的部分路段，但由於當地居民出現反對鐵路營運的意見而暫停後續工程。直到1970年代，日本政府開始檢討日本國有鐵道的經營，並規劃進行民營化，因此五新線後續未完成的工程直接決定中止。
市內的客運路線主要由熊野交通所經營，但明光巴士、奈良交通、三重交通分別有經營自白濱町、奈良縣橿原市、愛知縣名古屋市至此的長途客運；其中奈良交通所經營的八木新宮特急巴士其路線全長達166.9公里，共有166個停靠站，巴士駛完全程約需要6.5個小時，在全日本的一班客運路線中都是最長最多的。

### 鐵路
- 東海旅客鐵道
  - 紀勢本線：（←紀寶町） - 新宮車站
- 西日本旅客鐵道
  - 紀勢本線：新宮車站 - 三輪崎車站 - 紀伊佐野車站 - （那智勝浦町→　）

## 觀光資源

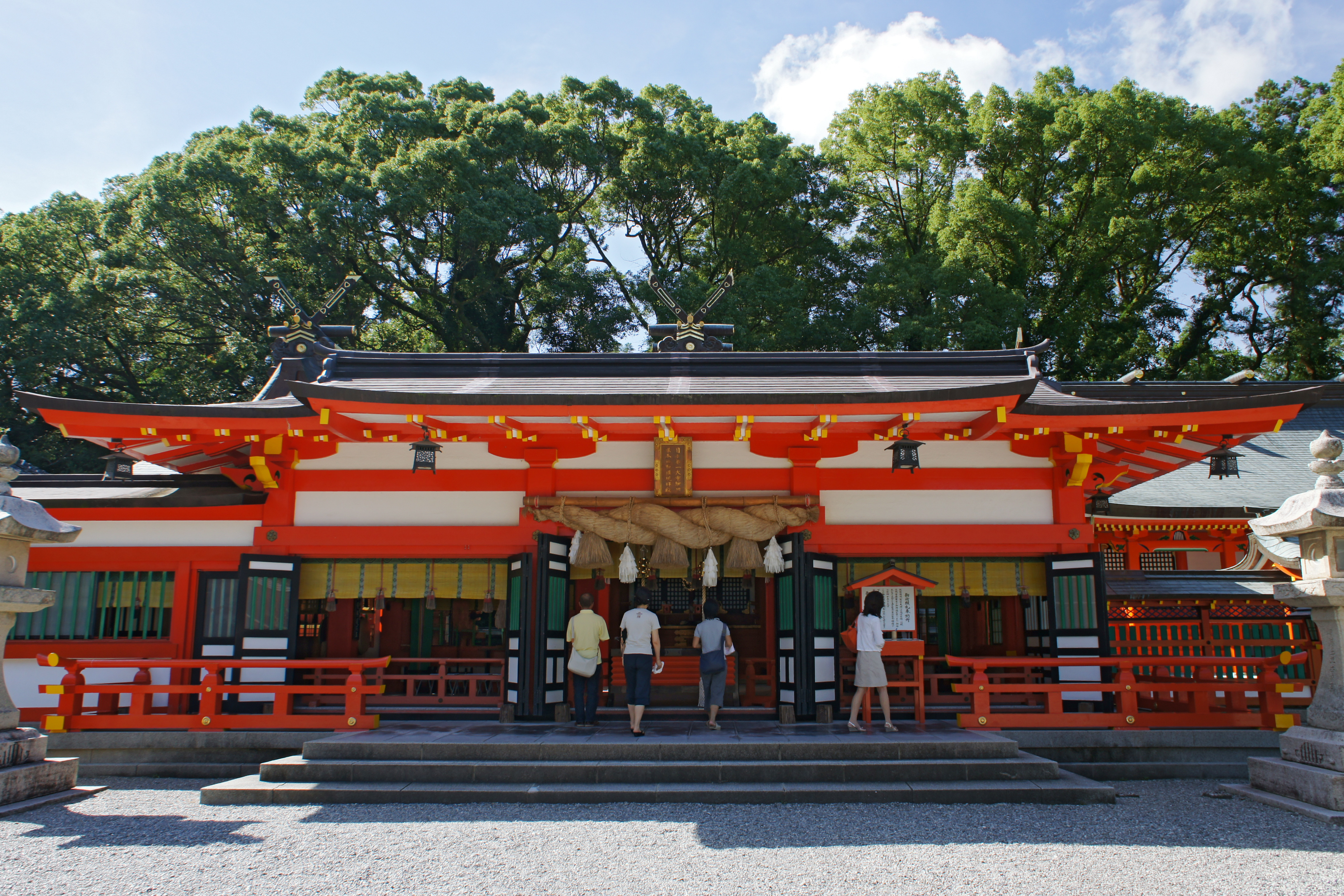
熊野速玉大社拜殿

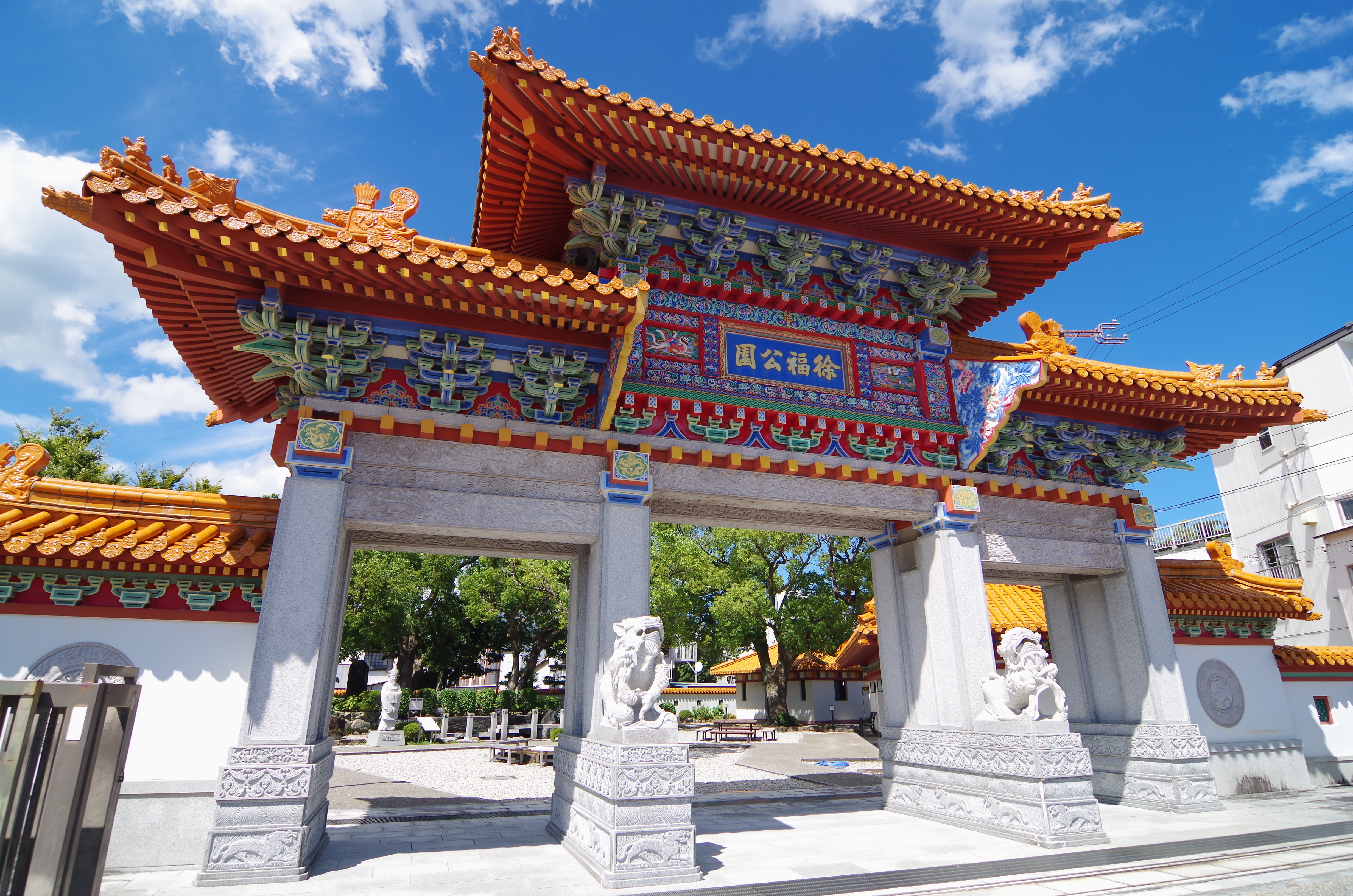
徐福公園入口門樓

位於市區北側，熊野川南岸的熊野速玉大社為熊野三山之一，為熊野的山岳信仰中心之一，2004年與周邊的參拜道路一同以紀伊山地的聖地及朝聖路的名稱被聯合國教科文組織登錄為世界遺產。
在山區熊野川上游的瀞峽、瀞八丁兩個峽谷都是吉野熊野國立公園的範圍。
中國秦朝的方士徐福，在出海東渡後傳說是來到了日本，在和歌山縣即有許多關於徐福的傳說，新宮就有傳說是徐福的墓，現在該地點也被設立為以徐福為主題的徐福公園。

## 姊妹、友好城市

### 日本
- 名取市（宮城縣）

### 海外
- 聖塔克魯茲（美國加州聖塔克魯茲郡）

## 外部連結
- （日語） 新宮市觀光協會 （页面存档备份，存于）
  - （繁體中文） 新宮市觀光協會 （页面存档备份，存于）
  - （简体中文） 新宮市觀光協會 （页面存档备份，存于）
- （日語） 新宮市的Facebook專頁
- （日語） 新宮市的X（前Twitter）
- OpenStreetMap上有關新宮市的地理